# Mammillaria beneckei
Mammillaria beneckei ist eine Pflanzenart aus der Gattung Mammillaria in der Familie der Kakteengewächse (Cactaceae). Das Artepitheton beneckei ehrt den aus Berlin stammenden Händler Stephan (Etienne) Benecke (1808–1879), der nach Mexiko emigrierte, dort deutscher Konsul von Mexiko war. und 1875 die Camara Nacional de Comercio gründete.

## Beschreibung
Mammillaria beneckei wächst zunächst einzeln und bildet später große Polster von bis zu 50 Zentimeter im Durchmesser aus, die zuweilen auch noch größer werden. Die Pflanzenkörper sind niedergedrückt, kugelig bis kurz zylindrisch. Sie sind grün bis grünbraun bis zu 10 Zentimeter im hoch und bis zu 7 Zentimeter im Durchmesser. Die Warzen sind weichfleischig, breit konisch geformt, oft rötlich oder purpurn übertönt. Sie haben keinen Milchsaft. Die Axillen sind mit spärlichen Borsten und wenig Wolle besetzt. Die 2 bis 6 Mitteldornen sind nadelig, braun oder schwarz, von unterschiedlicher Länge und zwischen 0,8 und 1,2 Zentimeter lang. Manchmal sind sie auch teilweise gehakt. Die 12 bis 16 Randdornen sind fein, nadelig, weiß oder gelb mit dunkler Spitze und 0,6 bis 0,8 Zentimeter lang.
Die breit trichterig, leuchtend gelben und duftenden Blüten werden 2,5 bis 3 Zentimeter lang mit einem ebenso großen Durchmesser. Die länglich bis verkehrt eiförmigen, grau-grünen Früchte enthalten braune grubige Samen.
Mammillaria beneckei ist ein weit verbreitetes und sehr variables Taxon, sowohl in Bezug auf die Pflanzengröße und Bedornung, wie auch auf die Blütenfarbe (verschiedene Gelbtöne bis fast orange). Einige Klone neigen zu überreichlichem Sprossen.

## Verbreitung, Systematik und Gefährdung
Mammillaria beneckei ist in den  mexikanischen Bundesstaaten Michoacán, Sinaloa, Colima, Nayarit, Jalisco, Mexiko, Oaxaca  und Guerrero in tiefer gelegenen Lagen verbreitet.
Die Erstbeschreibung erfolgte 1844 durch Carl August Ehrenberg. Nomenklatorische Synonyme Cactus beneckei (Ehrenb.) Kuntze (1891), Oehmea beneckei (Ehrenb.) Buxb. (1951) und Dolichothele beneckei (Ehrenb.) Backeb. (1961).
In der Roten Liste gefährdeter Arten der IUCN wird die Art als „Least Concern (LC)“, d. h. als nicht gefährdet geführt.

## Nachweise